# Bilogora (tjednik)

Bilogora je bio hrvatski ilustrirani političko-prosvjetni tjednik koji je izlazio u Bjelovaru od 1941. godine.

## Povijest
Izlazio je od 19. travnja 1941. do 29. kolovoza 1942. pod imenom Nezavisna Hrvatska. Formata je bio 42 centimetra, poslije 48 centimetara. Izdavao ga je Konzorcij. Od 12. rujna 1942. izlazi pod imenom Bilogora. Nastavio je numeraciju Nezavisne Hrvatske. Bilogora je sadržavala prilog Mladost Bilogore. List je cijelo vrijeme uređivao Ivan Šestak. Prestao je izlaziti 26. lipnja 1943. godine. Primjerak lista koštao je 3 kune.